# M270 Multiple Launch Rocket System

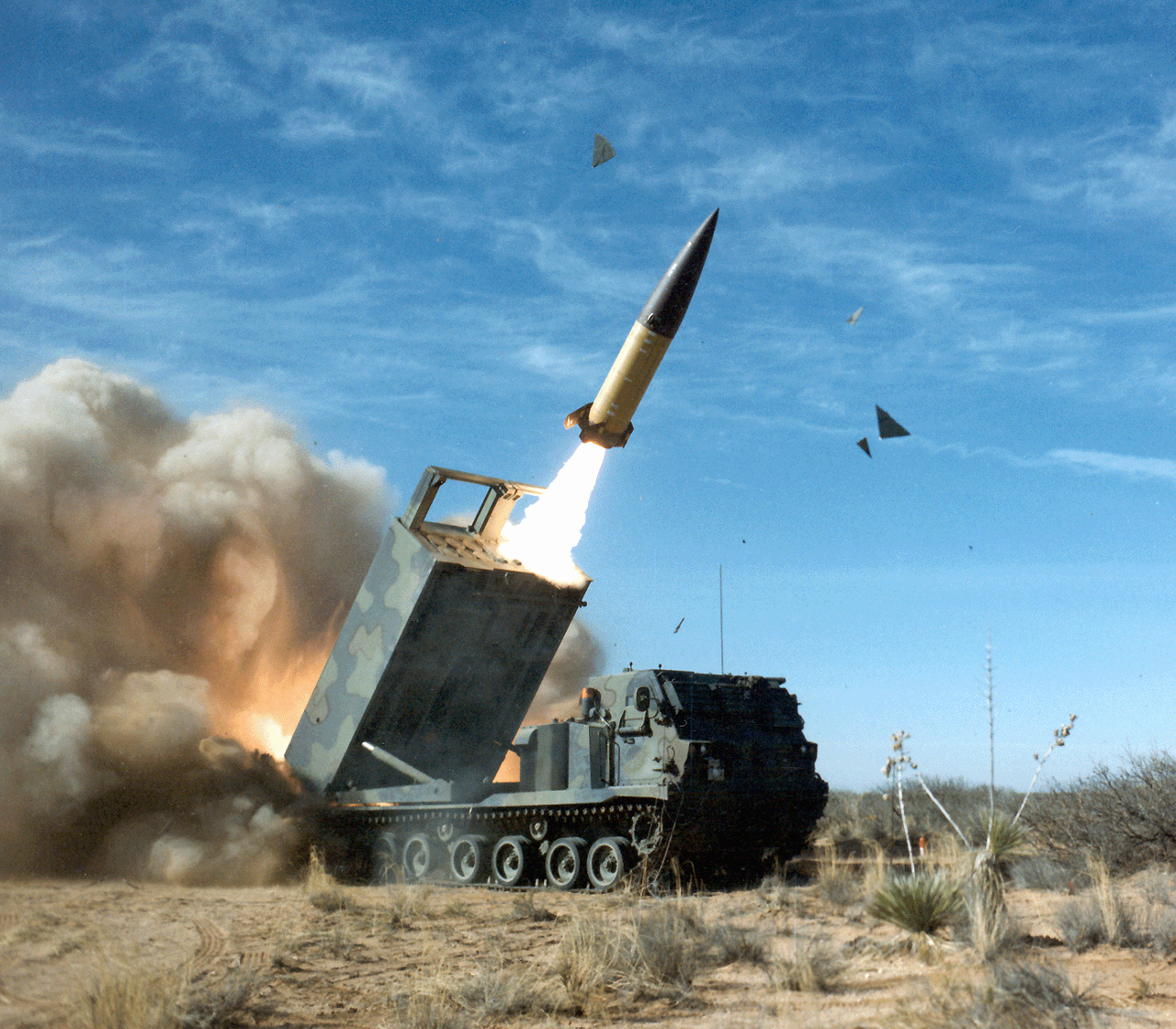
Missile balistique tactique MGM-140 ATACMS tiré depuis un M270 en 2006.

Le M270 Multiple Launch Rocket System ou M270 MLRS est un lance-roquettes multiples développé aux États-Unis et principalement en service au sein de l'US Army.

## Histoire

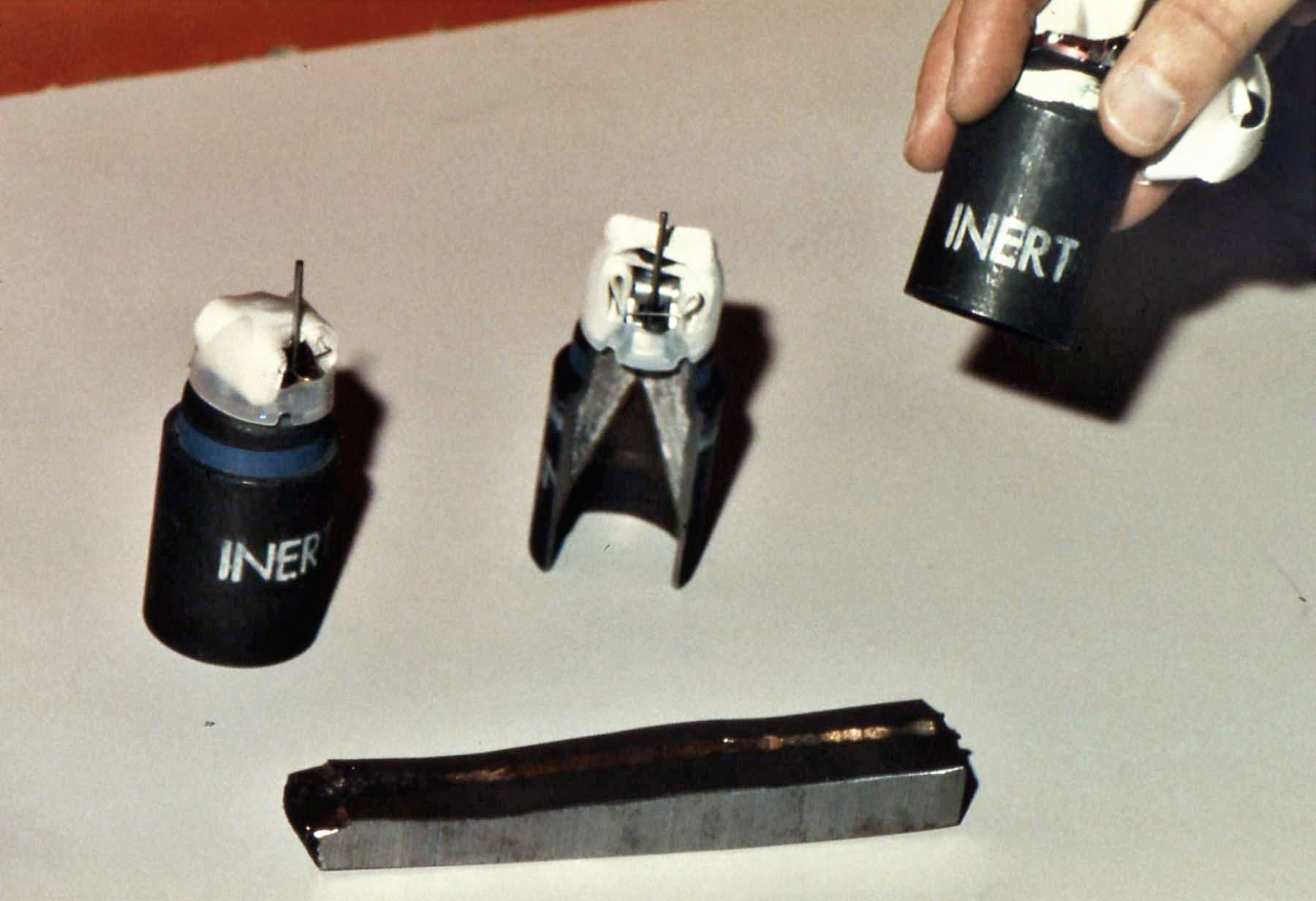
Présentation de Dual-Purpose Improved Conventional Munition M77 en 1988.

Les LRM sont largement ignorés après la fin de la Seconde Guerre mondiale par les forces occidentales, au contraire des armées du bloc de l'Est et d'Asie. C’est seulement à partir de 1972 que commença aux États-Unis le développement d’un nouveau système, GSRS (General Support Rocket System) qui sera nommé en 1979 le MLRS (Multiple Launcher Rocket System). Le projet de la société Vought remporte le contrat en 1980, il est vraiment révolutionnaire à l'époque par ses performances mais d'un coût largement plus élevé que ses équivalents soviétiques. Les premiers exemplaires du M270, utilisant un châssis dérivé du Bradley Fighting Vehicle, sont réceptionnés par l'US Army à l'usine Lockheed Martin de Marietta, en Géorgie, en mars 1983, dans les divisions de l'armée de terre américaine où il remplace le canon automoteur M110 de 203 mm.
En juillet 1979, les États-Unis s’associent à trois pays européens : France, Allemagne de l'Ouest, Royaume-Uni rejoints par l'Italie le 29 juillet 1982. La production des lanceurs et des roquettes pour les besoins des pays européens a été réalisée entre 1989 et 1995 en Europe, au terme d'accords entre les États-Unis et ses partenaires européens.
Pour la France, aerospatiale-Matra a réalisé les tubes lance-roquettes, ainsi que l'intégration de la roquette M-26, qui, quant à elle, a été développée par l'industriel américain Lockheed Martin et produite aux États-Unis d'une part et, sous licence, en Allemagne et au Royaume-Uni.
La France devait acquérir 80 systèmes à l'origine, la RFA 200, la Grande-Bretagne 70 (et a reçu environ 26 000 roquettes M26), l'Italie 50. La fin de la guerre froide entraîne une baisse du nombre de systèmes effectivement commandés. La France n’en acquiert finalement que 57 ainsi que 22 000 roquettes M26, et n’en met en service que 48 - les 1er régiment d'artillerie à Bourogne (près de Belfort) et 12e régiment d'artillerie à Haguenau mettant en ligne 24 lanceurs chacun -. Depuis 2014, seul le 1er régiment dispose de 13 engins en ligne, portés au standard LRU jusqu'au don de deux pièces à l'Ukraine en octobre 2022. L'armée française souhaite les remplacer d'ici 2027.
En Italie, la commande initiale de cinquante systèmes est réduite à 22 : 18 pour le 3° Reggimento Artiglieria Terrestre (Lanciarazzi) « Volturno » — qui devient le 5° Reggimento Artiglieria Terrestre (Lanciarazzi) « Superga » le 28 novembre 2001 — et 4 pour l'école d'artillerie de Bracciano qui reçoit les premiers début 1988.
Au cours de la guerre du Golfe, les Américains ont déployé au Koweït environ 120 MLRS représentant à eux seuls une puissance de feu terrifiante dont l’utilisation massive aurait permis d’ouvrir des brèches à l’emporte-pièce dans n’importe quel dispositif défensif. L’effondrement de l’armée irakienne n’a pas rendu cet emploi nécessaire. Des tirs isolés à partir du 13 février 1991 ont cependant été effectués. Il semble d’après quelques témoignages de prisonniers, recueillis par la presse, que les effets aient été dans tous les cas dévastateurs. Un total de 17 000 roquettes M26 ont été tirées ainsi que 27 450 obus à sous-munitions, soit 13,7 millions de grenades Dual-Purpose Improved Conventional Munition (en) mais on estime qu'entre 10 et 20 %, voire plus, n'ont pas explosé à l'impact.
Le 16th/5th The Queen's Royal Lancers (en) de la Royal Army a utilisé des MLRS également à partir du 26 février 1991 dans ce conflit.
Bill Kincheloe, l'inventeur de systèmes d'amorçage de la DPICM M77, charge utile de la roquette M26, première munition utilisée par le MLRS, indique « elle doit frapper à moins de 45 degrés pour percuter, S'il frappe à 46 degrés, il ne fonctionnera pas. » Kincheloe a déclaré que les côtés inclinés des traces de pneus et des empreintes de pas laissées dans le sable pourraient fournir un angle suffisant que les sous-munitions n'explosent pas lors de l'impact. Le problème était d'autant plus aigu qu'au début de 1991, des pluies torrentielles fréquentes et d'une intensité inhabituelle rendaient le sable encore plus mou.
Plus de 1 300 M270 ont été construits aux États-Unis et en Allemagne — par Krauss-Maffei dans ce pays. Le 500e sort d'usine en février 1991. La production a pris fin en 2003, quand les derniers exemplaires construits furent livrés à l'armée égyptienne. En 2008, seize États en possèdent.
Krauss-Maffei Wegmann effectue les mises à jour depuis le début du XXIe siècle des M270 allemands, français et italiens [MARS II].
Plusieurs pays dont Bahreïn remotorisent leurs M270 en M270A1 avec entre autres des moteurs de 600 ch.
En 2021, les modernisations annoncées sur les lanceurs britanniques doivent leur permettre de rester en service jusqu'en 2050.
En 2017, l'armée américaine demande de moderniser 160 MLRS M270A0 obsolètes et inutilisables en M270A2 dans le cadre d'un effort appelé MLRS Fleet Expansion. Elle décide également de prolonger la durée de vie opérationnelle de la flotte M270A1 existante jusqu'en 2050 ou au-delà, ce qui oblige à mettre à niveau la flotte actuelle de 225 lanceurs M270A1 vers la configuration M270A2. L'état final est de 385 lanceurs MLRS avec des cabines blindées améliorées, un moteur de 600 ch, un châssis ayant plus de pièces communes avec le M2 Bradley et un système de contrôle de tir commun (CFCS) pouvant lui permettre des versions de roquettes en cours de développement (ER GMLRS) d'une portée de 150 km. Le 12 juillet 2022, l'US Army reçoit le premier M270A2. À partir de 2021, le premier des 13 bataillons d'active de MLRS à cette date passe de deux batteries à huit pièces à trois batteries de neuf pièces de M270 ou HIMARS. Format qui doit être la norme en 2030.

## Masses M270/M270A1
- Véhicule M993 (à vide) : 14 t
- Lanceur M269 (à vide) : 5 t
- Masse : 12 roquettes (3 050 à 3 700 kg) ou deux ATACMS (2 640 ou 3 340 kg)[14]
- Carburant : 0,6 t
- Masse en charge : 24,5 t

## Caractéristiques

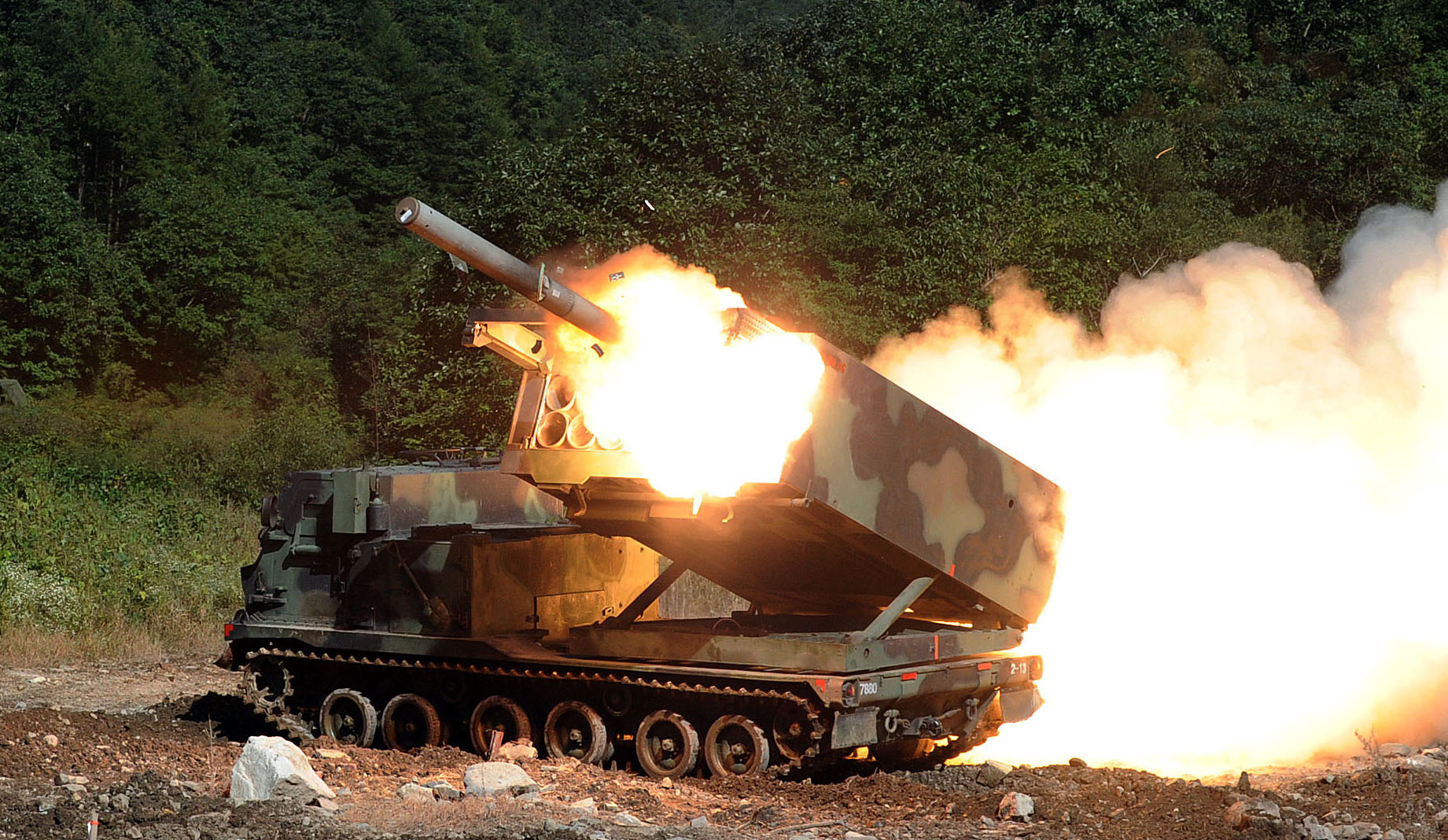
Tir d'une roquette depuis un M270 de l'armée sud-coréenne.

Le MLRS peut prendre en charge des missions traditionnellement dévolues à l’aviation dans une zone rendue particulièrement dangereuse par la densité des armes sol-air.
Une seule batterie de neuf lanceurs de 12 roquettes chacune peut en une minute tirer une salve de 108 roquettes portant 69 000 grenades capables de neutraliser 700 hectares de terrain. Puissance, précision, instantanéité, importance de la zone traitée : les effets sur un dispositif militaire peuvent être comparés à ceux d’une arme nucléaire tactique. Ce constat prend toute sa valeur au moment où les armements nucléaires du champ de bataille, que beaucoup jugent devenus inemployables, ont disparu des arsenaux de l'OTAN à la fin de la guerre froide. Le lance-roquettes multiple avec ses munitions sophistiquées peut avantageusement constituer une solution de remplacement.
Outre les roquettes standards de première génération non-guidées d'une portée d'une trentaine de kilomètres à sous-munitions M26 et M30, qui ne sont plus en service dans les nations ayant ratifié la convention sur les armes à sous-munitions et ne sont plus achetées par les États-Unis depuis 2006, elle peut emporter, soit deux missiles sol-sol MGM-140 ATACMS dont les premières versions avaient une portée de 150 km, et les suivantes une portée limitée à 300 km pour ne pas enfreindre le régime de contrôle de la technologie des missiles, soit depuis les années 2000 des roquettes guidées à portée améliorée portant à plus de 80 km. L’ATACMS est conçu spécialement pour l’attaque des postes de commandement et des objectifs ponctuels dans la profondeur. C’est dire que le système MLRS ne peut trouver sa pleine efficacité que si l’on dispose simultanément de moyens performants de surveillance du champ de bataille, de transmission du renseignement en temps réel et de conduite automatisée des tirs.
Le M270 n'est pas transportable par avion-cargo tactique C-130 Hercules, 2 peuvent être embarqués par un C-17 Globemaster III et 3 par un C-5 Galaxy. Un bataillon de M270 de l'US Army (2 batteries de 8 pièces entre les années 2000 et les années 2020) consomment en moyenne 8 741 l de carburant diesel par jour.

## Munitions
Les paniers de roquettes ne pouvaient à l'origine qu'emporter exclusivement des munitions de conception américaine. Cependant, plusieurs nations européennes et Israël conçoivent maintenant des missiles et roquettes pouvant être employés par le M270 et le HIMARS.

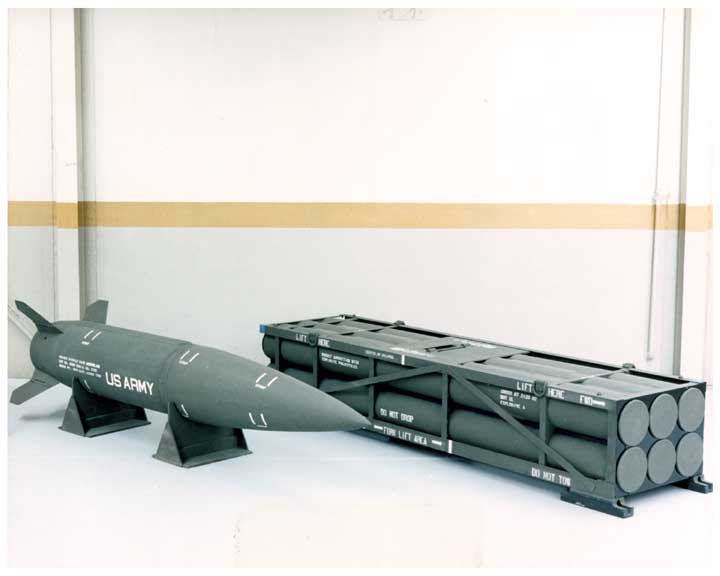
Missile balistique tactique MGM-140 ATACMS et un panier de six roquettes. Les M270 embarquent deux de ces paniers ou deux ATACMS dans leur module de lancement M269 ou encore un de chaque type.

### Spécifications des munitions
- Calibre: 227 mm
- Longueur: 3,94 m
- Moteur: Propulsion à propergol solide propulseur contenant du perchlorate d'ammonium
- Portée minimale : 8 km

| Nom                    | Masse   | Portée (max)  | Guidage                                         | Ogive |
| ---------------------- | ------- | ------------- | ----------------------------------------------- | --- |
| M26                    | 306 kg  | 32 km         |                                                 | 644 sous-munitions M77 Dual-Purpose Improved Conventional Munition (en) (doit pénétrer 10 cm de blindage ou neutraliser le personnel dans un rayon de 4 m)      |
| M26A1/A2               | 296 kg  | plus de 45 km |                                                 | M26A1: 518 M85 DPICM M26A2: 518 M77 DPICM |
| M30/M31                |         | plus de 70 km | GPS/Navigation inertielle                       | M30: 404 M85 DPICM M31: charge unique de 80/90 kg d'explosif PBX-109 M30A1 : + de 160 000 projectiles de tungstène M30A2: + de 180 000 projectiles de tungstène |
| Allemagne AT2 SCATMIN  | 254 kg  | 39 km         |                                                 | 28 mines antichars AT2 |
| ATACMS MGM-140A (M39)  | 1670 kg | 25 à 128 km   | inertiel, ou inertiel et GPS selon les versions | 950 sous-munitions M74 APAM |
| ATACMS M39A1           | 1320 kg | 20 à 165 km   | inertiel et GPS                                 | 275 sous-munitions M74 APAM |
| ATACMS M48, M57, M57E1 |         | 300 km        | inertiel et GPS                                 | charge perforante et explosive de 226 kg, WAU-23/B |

### Roquettes M31 GMLRS
Les pays ayant signé la convention sur les armes à sous-munitions adoptent des roquettes M31 à charge unique de 89/90 kg d'explosif (200 livres) pouvant percer 70 cm de béton, en service à partir de 2005.
Depuis 2014, ces pays adoptent les roquettes M30A1, « Alternative Warhead Missile » antipersonnel avec 160 000 projectiles de tungstène avec une erreur circulaire probable de moins de 15 m pouvant toucher une zone à 70 km. Avec une zone effective de 400 m2, cette ogive est idéalement utilisée contre l'infanterie ennemie, mais peut toujours endommager les systèmes de visée, les chenilles et les armes d'engins blindés. Il est prévu, en 2011, qu'elles remplacent en 2019 la totalité des roquettes à sous-munitions dans l’arsenal américain. La 50 000 e roquette guidée est livrée par Lockheed Martin le 24 novembre 2021.
La France dénomme ces engins dans les années 2010 des LRU, « Lance-Roquettes Unitaire », dont 13 exemplaires entrent en service en 2014,, alors que le Royaume-Uni les nomme Guided Multiple Launch Rocket System (GMLRS).
Ces roquettes M30A1 ont une portée de plus de 70 km pour une précision de 4 m ; l'armée française annonce, concernant la roquette M31A1 qu'elle utilise, une portée efficace de 84 km pour une flèche (hauteur atteinte par le projectile) de 21 716 m, la flèche maximale étant de 22 250 m pour une durée de vol d'environ 5 minutes.
L'armée de terre française les déploie pour la première fois entre février et fin avril 2016 au Mali lors de l'opération Barkhane avec trois M270.

### Tail Controlled Guided Multiple Launch Rocket System (TC-GMLRS)
À partir du 29 mars 2018, des essais sont effectués avec une nouvelle version nommée Tail Controlled Guided Multiple Launch Rocket System TC-GMLRS avec une portée accrue étudiée à partir de 2012. Le moteur a été amélioré et les quatre ailerons coniques fixes sont remplacés par quatre ailerons delta pilotés nettement plus grands.
La portée validée au premier essai est de 112 km, celle au deuxième essai est de 139 km, la flèche est de 31 km, la vitesse maximale de M 3,8 et la vitesse terminale du premier essai avec arrivée verticale est de M 1,3.

### AccuLAR

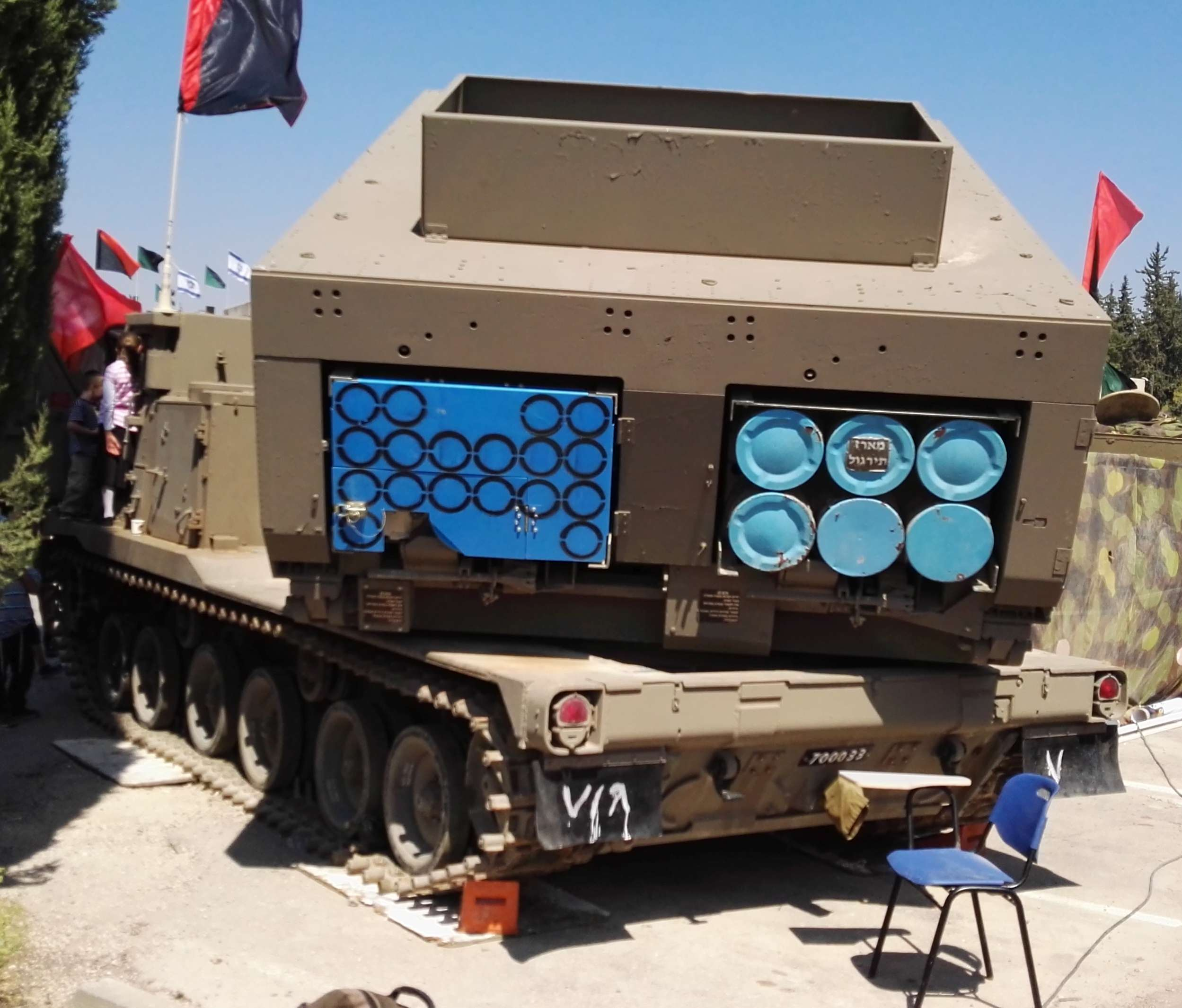
Fusées Accular sur la partie gauche, à droite roquettes standards du M270 MLRS.

Israel Military Industries, depuis 2018 absorbé par Elbit Systems, développe des roquettes de la famille ACCULAR. La AccuLAR-122 peut-être tirée par un panier de M270 en contenant 18. Cette dernière est opérationnelle depuis 2017.

### Precision Strike Missile (PrSM)
Le Precision Strike Missile (PrSM) est développé à partir de 2016 par Lockheed Martin avec un premier tir d'essai en 2019. Deux d'entre eux peuvent être lancés par panier de roquettes depuis un M270 et un HIMARS, il a une portée officielle minimum de 60 km et maximum de plus de 500 km. Il doit remplacer le missile MGM-140 ATACMS. Il rentre en service dans l'armée américaine en 2023.

### Ground-Launched Small Diameter Bomb  (GLSDB)
Depuis 2019, Boeing et le suédois Saab développent le Ground-Launched Small Diameter Bomb (GLSDB). Il s'agit d'une bombe pour avion GBU-39 propulsée par un moteur-fusée de roquette M26 qui plane ensuite vers son objectif. Ces missiles d'une portée d'environ 150 km entrent en service en 2023, et sont livrés à l'Ukraine en 2024. Elle se montre néanmoins plutôt décevante, en étant affectée par les brouillages de signaux GPS.

### Joint Fire Support Missile (JFS-M)
En 2021, MBDA Deutschland, Krauss-Maffei Wegmann (KMW) et ESG Elektroniksystem- und Logistik-GmbH (ESG) présentent un projet de missile de croisière allemand, le Joint Fire Support Missile (JFS-M) pouvant être tiré également par lot de deux dans un panier de roquettes depuis un M270, un HIMARS ou un autre futur véhicule. Son entrée en service, après un premier contrat, pourrait être réalisée en 4 ou 5 ans.
La masse au décollage du JFS-M est comprise entre 250 et 300 kg, sa vitesse variant entre Mach 0,5 et Mach 0,9 (600 à 1 000 km/h). Ceci signifie que le missile, à vitesse maximale, mettrait environ une demi-heure pour atteindre une cible à la portée maximale de 499 km, la limite du Traité sur les forces nucléaires à portée intermédiaire étant de 500 km.

## Utilisateurs
- Arabie saoudite : (50)

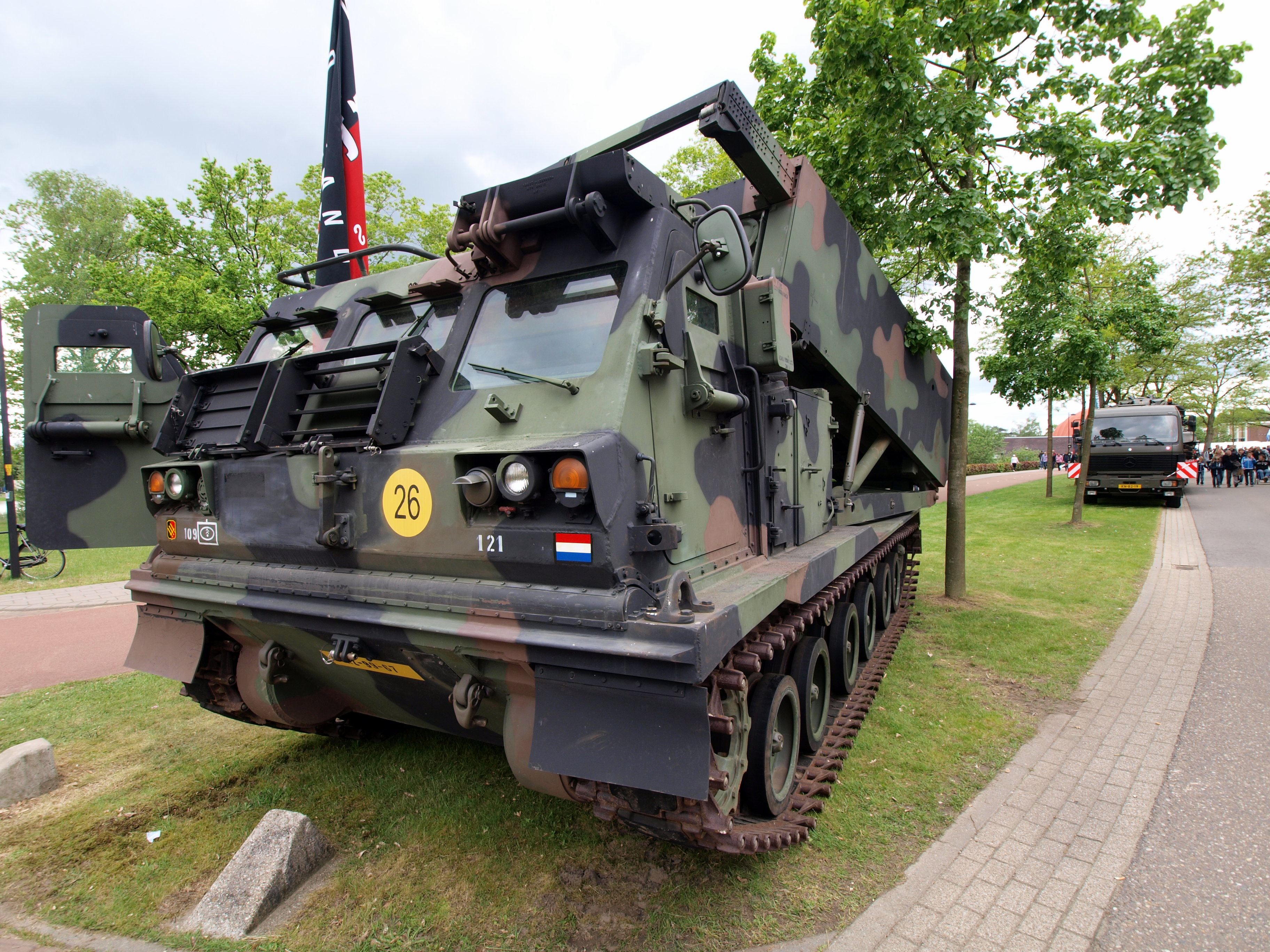
M270 de l'armée néerlandaise en 2012.

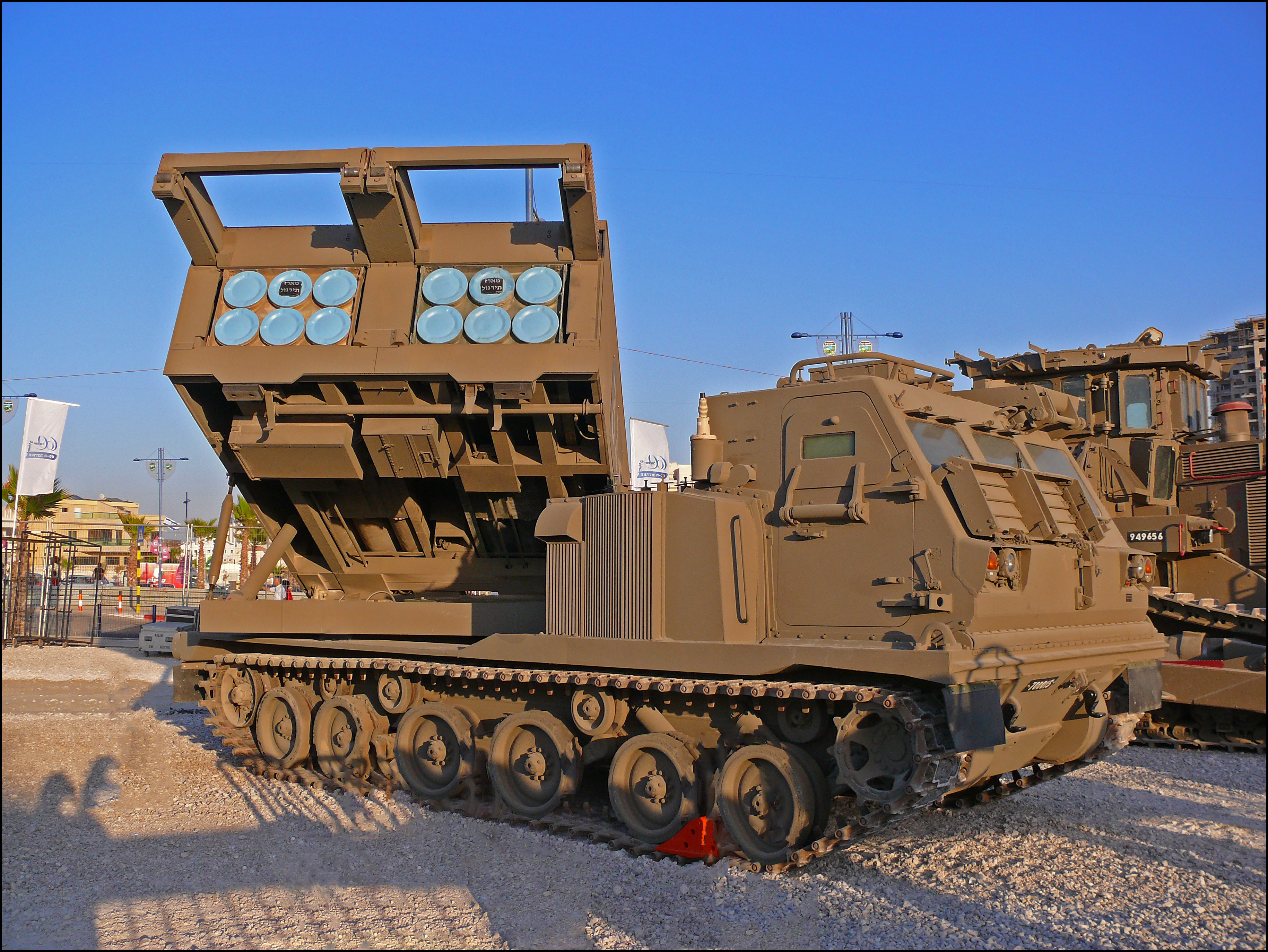
M270 israélien.

- Allemagne : (50 + 202[Quoi ?]). Entré en service en 1990 sous le nom de MARS [Medium Artillery Rocket System]. Amélioré au standard MARS II[8]. Environ 40 en ligne en 2022 dont la moitié est opérationnelle[36]. Devrait être utilisé jusqu'en 2035.
- Bahreïn : (9)
- Égypte : (48)
- États-Unis : (840+  151) Il sert aux États-Unis, en 2022 dans 13 bataillons de l'US Army, avec un autre lance-roquettes multiple, le M142 HIMARS.
- Finlande : (21 + 1 détruit)
- France : (57 reçus, 48 en ligne à l'origine, 13 au standard LRU - Lance-roquettes unitaire - en service depuis les années 2010)[37]. En novembre 2022, deux exemplaires sont cédés à l'Ukraine, puis deux autres six mois plus tard[38].
- Danemark :  (12) vendus en 2008 à l'armée finlandaise
- Grèce : (36)
- Israël : (48)
- Italie : (22, première livraison en 1988, améliorés au standard MLRS Improved)
- Japon : (99, achetés en 1992 et 2004, 9 ans par an jusqu'en 2001, 3 par an de 2002 a 2004)
- Pays-Bas : (22) vendus à l'armée finlandaise
- Maroc : (15)
- Norvège : (12) Don de 3 non-modernisés au Royaume-Uni en 2022
- Corée du Sud : (58)
- Turquie : (12)
- Royaume-Uni : (64 perçus au total[39], de 42 à 51 en ligne entre 2008 et 2015[40], annonce de 44 devant être modernisés en avril 2021)
- Ukraine : Arrivée au sein des Forces de frappe et d'artillerie ukrainiennes des premiers MARS II allemands fin juillet/début août 2022. Annonce de don de 6 britanniques, compensé par le don de 3 norvégiens à ce pays, 4 MARS II allemands[41], de pièces italiennes, et en novembre 2022 de 2 LRU français et 2 autres 6 mois plus tard.

## Dans la culture populaire
- Dans le jeu vidéo de stratégie en temps réel Wargame Red Dragon, il est possible d'utiliser le M270 ATACMS.